# America's Got Talent
America's Got Talent (letteralmente «L'America ha talento», spesso abbreviato in AGT) è un talent show trasmesso dalla TV statunitense NBC, in onda dal 2006 da quindici stagioni. In Italia il programma è trasmesso con il doppiaggio in italiano su Sky Uno e in chiaro su TV8. Ideato dal produttore discografico e televisivo britannico Simon Cowell nel 2005 per la ITV nel Regno Unito.

## Format
La trasmissione vede tre giudici (quattro a partire dal 2013) seduti ad un bancone e chiamati a giudicare concorrenti da 0 a 99 anni che si esibiscono sul palco mostrando loro il proprio talento in una qualsiasi disciplina, siano essi cantanti, ballerini, illusionisti, acrobati, addestratori di animali, strumentisti, ventriloqui, imitatori e altro ancora. I giudici hanno però il potere di suonare il buzzer, un pulsante rosso che attiva la corrispettiva X sopra di loro; se prima della fine della performance suonano tutti quanti i loro buzzer, l'esibizione viene interrotta immediatamente. A partire dalla nona edizione del 2014 i giudici possono premere, una volta soltanto durante le audizioni, il "golden buzzer", un pulsante dorato che garantisce l'accesso immediato ai live show.

## Edizioni
| Stagione | Anno | Durata    | Durata       | Presentatore   | Giudici          | Giudici      | Giudici         | Giudici        | Vincitori                 | Vincitori              | Vincitori              |
| Stagione | Anno | Durata    | Durata       | Presentatore   | Giudici          | Giudici      | Giudici         | Giudici        | Primo posto               | Secondo posto          | Terzo posto            |
| Stagione | Anno | Inizio    | Fine         | Presentatore   | Giudici          | Giudici      | Giudici         | Giudici        | Primo posto               | Secondo posto          | Terzo posto            |
| -------- | ---- | --------- | ------------ | -------------- | ---------------- | ------------ | --------------- | -------------- | ------------------------- | ---------------------- | ---------------------- |
| 1        | 2006 | 21 giugno | 17 agosto    | Regis Philbin  | David Hasselhoff | Piers Morgan | Brandy Norwood  | N.D            | Bianca Ryan               | All That & The Millers | All That & The Millers |
| 2        | 2007 | 5 giugno  | 21 agosto    | Jerry Springer | David Hasselhoff | Piers Morgan | Sharon Osbourne | N.D            | Terry Fator               | Cas Haley              | Butterscotch           |
| 3        | 2008 | 17 giugno | 1 ottobre    | Jerry Springer | David Hasselhoff | Piers Morgan | Sharon Osbourne | N.D            | Neal E. Boyd              | Eli Mattson            | Nuttin' But Stringz    |
| 4        | 2009 | 23 giugno | 16 settembre | Nick Cannon    | David Hasselhoff | Piers Morgan | Sharon Osbourne | N.D            | Kevin Skinner             | Bárbara Padilla        | Recycled Percussion    |
| 5        | 2010 | 1 giugno  | 15 settembre | Nick Cannon    | Howie Mandel     | Piers Morgan | Sharon Osbourne | N.D            | Michael Grimm             | Jackie Evancho         | Fighting Gravity       |
| 6        | 2011 | 31 maggio | 14 settembre | Nick Cannon    | Howie Mandel     | Piers Morgan | Sharon Osbourne | N.D            | Landau Eugene Murphy, Jr. | Silhouettes            | Team iLuminate         |
| 7        | 2012 | 14 maggio | 13 settembre | Nick Cannon    | Howie Mandel     | Howard Stern | Sharon Osbourne | N.D            | Olate Dogs                | Tom Cotter             | William Close          |
| 8        | 2013 | 4 giugno  | 18 settembre | Nick Cannon    | Howie Mandel     | Howard Stern | Mel B           | Heidi Klum     | Kenichi Ebina             | Taylor Williamson      | Jimmy Rose             |
| 9        | 2014 | 27 maggio | 17 settembre | Nick Cannon    | Howie Mandel     | Howard Stern | Mel B           | Heidi Klum     | Mat Franco                | Emily West             | AcroArmy               |
| 10       | 2015 | 26 maggio | 16 settembre | Nick Cannon    | Howie Mandel     | Howard Stern | Mel B           | Heidi Klum     | Paul Zerdin               | Drew Lynch             | Oz Pearlman            |
| 11       | 2016 | 31 maggio | 14 settembre | Nick Cannon    | Howie Mandel     | Simon Cowell | Mel B           | Heidi Klum     | Grace VanderWaal          | The Clairvoyants       | Jon Dorenbos           |
| 12       | 2017 | 30 maggio | 20 settembre | Tyra Banks     | Howie Mandel     | Simon Cowell | Mel B           | Heidi Klum     | Darci Lynne Farmer        | Angelica Hale          | Light Balance          |
| 13       | 2018 | 29 maggio | 19 settembre | Tyra Banks     | Howie Mandel     | Simon Cowell | Mel B           | Heidi Klum     | Shin Lim                  | Zurcaroh               | Brian King Joseph      |
| 14       | 2019 | 28 maggio | 18 settembre | Terry Crews    | Howie Mandel     | Simon Cowell | Gabrielle Union | Julianne Hough | Kodi Lee                  | Detroit Youth Choir    | Ryan Niemiller         |
| 15       | 2020 | 26 maggio | 23 settembre | Terry Crews    | Howie Mandel     | Simon Cowell | Heidi Klum      | Sofia Vergara  | Brandon Leake             | Broken Roots           | Cristina Rae           |
| 16       | 2021 | 1 giugno  | 15 settembre | Terry Crews    | Howie Mandel     | Simon Cowell | Heidi Klum      | Sofia Vergara  | Dustin Tavella            | Aidan Bryant           | Josh Blue              |

- Legenda:
     Giudice presente;
     Giudice assente.

| Giudice          | Stagione | Stagione | Stagione | Stagione | Stagione | Stagione | Stagione | Stagione | Stagione | Stagione | Stagione | Stagione | Stagione | Stagione | Stagione | Stagione | Totale |
| Giudice          | 1        | 2        | 3        | 4        | 5        | 6        | 7        | 8        | 9        | 10       | 11       | 12       | 13       | 14       | 15       | 16       | Totale |
| ---------------- | -------- | -------- | -------- | -------- | -------- | -------- | -------- | -------- | -------- | -------- | -------- | -------- | -------- | -------- | -------- | -------- | ------ |
| David Hasselhoff |          |          |          |          |          |          |          |          |          |          |          |          |          |          |          |          | 4      |
| Brandy Norwood   |          |          |          |          |          |          |          |          |          |          |          |          |          |          |          |          | 1      |
| Piers Morgan     |          |          |          |          |          |          |          |          |          |          |          |          |          |          |          |          | 6      |
| Sharon Osbourne  |          |          |          |          |          |          |          |          |          |          |          |          |          |          |          |          | 6      |
| Howie Mandel     |          |          |          |          |          |          |          |          |          |          |          |          |          |          |          |          | 12     |
| Howard Stern     |          |          |          |          |          |          |          |          |          |          |          |          |          |          |          |          | 4      |
| Mel B            |          |          |          |          |          |          |          |          |          |          |          |          |          |          |          |          | 7      |
| Heidi Klum       |          |          |          |          |          |          |          |          |          |          |          |          |          |          |          |          | 8      |
| Simon Cowell     |          |          |          |          |          |          |          |          |          |          |          |          |          |          |          |          | 6      |
| Gabrielle Union  |          |          |          |          |          |          |          |          |          |          |          |          |          |          |          |          | 1      |
| Julianne Hough   |          |          |          |          |          |          |          |          |          |          |          |          |          |          |          |          | 1      |
| Sofía Vergara    |          |          |          |          |          |          |          |          |          |          |          |          |          |          |          |          | 2      |